# Acraea induna
Telchinia induna là một loài bướm ngày thuộc họ Nymphalidae. Nó được tìm thấy ở Nam Phi.
Sải cánh dài 29–54 mm đối với con đực và 54–62 mm đối với con cái. Con trưởng thành bay từ tháng 3 đến tháng 5. Có một lứa một năm.
Ấu trùng ăn Aeschynomene nodulosa.

## Phụ loài
- Telchinia induna induna
- Telchinia induna salmontana (Henning & Henning, 1996) (only được tìm thấy ở montane sourveld on the ridges of the Soutpansberg in the Limpopo Province)